# شيحين
شيحين هي إحدى القرى اللبنانية من قرى قضاء صور في محافظة الجنوب.

## لمحة تاريخية
شيحين: الشيح |‍| ~ نابتون |‍| نبات
كانت البلدة كسائر قرى الشريط الحدودي خاضعة للاحتلال الإسرائيلي حتى تم تحريرها في أيار من العام2000.
تبعد البلدة عن العاصمة بيروت 100 كلم، ويبلغ ارتفاعها عن سطح البحر 70 م. تقع في أقصى الجنوب اللبناني على الحدود مع فلسطين المحتلة ويقع شمالها بلدة زبقين ومن الشرق بلدتي مروحين وام التوت ومن الغرب البحر الأبيض المتوسط.
من أهم عائلاتها عواضة ، حمود ، غيث ، عتريس ، سرور ، يونس ، الحاج ، عباس ، زبد ، عيسى ، صفي الدين.
تشتهر البلدة بزراعة التبغ والقمح.

## السكان
عقب الاجتياح الإسرائيلي نزح أغلبية أهالي البلدة إلى المناطق المحيطة ببلدة صور والبعض إلى بيروت ، عاد القليل بعد التحرير ولكن القسم الأكبر يعيش خارج البلدة.
يترأس مجلس بلديتها المهندس حسين عارف عواضه ويوجد في البلدة المختار (لقب) واحد الأستاذ محمود غيث .